# John C. Calhoun
John Caldwell Calhoun (Abbeville, 18 marzo 1782 – Washington, 31 marzo 1850) è stato un politico statunitense, esponente del Partito Democratico-Repubblicano.
Fu segretario alla Guerra durante la presidenza di James Monroe e il settimo vicepresidente degli Stati Uniti, sotto due diversi presidenti, John Quincy Adams prima e Andrew Jackson poi, dal 1825 fino al 1832, quando si dimise per entrare in Senato. Dopo George Clinton, è il secondo e ultimo caso di un vicepresidente in carica con più di un presidente.

## Biografia
(Raimondo Luraghi, Storia della guerra civile americana, BUR, vol. I, pag. 108, 1994.)
John Caldwell Calhoun nacque nel distretto di Abbeville, nella Carolina del Sud, il 18 marzo 1782, quarto figlio di Patrick Calhoun (1727-1796) e di sua moglie Martha Caldwell.
Iniziò la sua carriera politica come un modernizzatore e fautore di un governo nazionale forte e di dazi doganali protezionisti. Alla fine degli anni 1820, tuttavia, le sue idee cambiarono radicalmente, e divenne uno strenuo difensore dei diritti dei singoli Stati, di un governo federale limitato e del libero mercato. Pensava che il Nord avrebbe dovuto accettare queste condizioni perché il Sud restasse nell'Unione. Le sue battaglie e avvertimenti ebbero una grande influenza sulla secessione del Sud nel 1860.
Calhoun iniziò la carriera politica con l'elezione alla Camera dei rappresentanti nel 1810. Fu uno dei più accesi sostenitori della guerra anglo-americana. Fu segretario alla Guerra con il presidente James Monroe, riorganizzando e modernizzando il dipartimento della Guerra. Calhoun cercò di candidarsi alle elezioni presidenziali del 1824, ma non trovando abbastanza sostegno decise di candidarsi alla vicepresidenza. Il Collegio elettorale lo elesse a grande maggioranza. Fu vicepresidente dapprima con il presidente John Quincy Adams e mantenne la carica con Andrew Jackson, che aveva sconfitto Adams alle elezioni del 1828.
Calhoun aveva un rapporto difficile con Jackson, principalmente a causa della "crisi della nullificazione" e dello scandalo Petticoat. Calhoun appoggiò vigorosamente il diritto della Carolina del Sud di annullare la legge federale sui dazi, che egli giudicava sbilanciata a favore del Nord; la questione lo pose in contrasto con gli unionisti come Jackson. A seguito di ciò nel 1828 creò il Nullifier Party, sciolto poi nel 1839. Nel 1832, a pochi mesi dalla scadenza del secondo mandato, Calhoun si dimise e ottenne un seggio al Senato.
Cercò di diventare il candidato alla presidenza per il Partito Democratico alle elezioni del 1844, ma fu sconfitto a sorpresa dall'inatteso James K. Polk, che poi vinse le elezioni. Calhoun fu in seguito segretario di Stato con il presidente John Tyler dal 1844 al 1845, e in questo ruolo favorì l'annessione del Texas come mezzo per estendere i territori dov'era in vigore la schiavitù. Calhoun tornò poi al Senato, dove si espresse contro la guerra con il Messico e contro il "compromesso del 1850" prima di morire, nel 1850.
Fu spesso un indipendente, che appoggiava di volta in volta sia i Democratici sia i Whig.
Negli ultimi anni, Calhoun divenne noto come un "uomo di ferro" per la sua rigida difesa delle tradizioni e degli usi del Sud bianco, con particolare riferimento alla schiavitù e ai diritti dei singoli Stati. Era proprietario di decine di schiavi a Fort Hill, in Carolina del Sud. Calhoun asseriva che la schiavitù, lungi dall'essere un "male necessario", era un "bene voluto" che era positivo sia per i proprietari sia per gli schiavi. Per proteggere i diritti degli Stati, Calhoun appoggiava il potere di ciascuno Stato di annullare le leggi federali nel caso le ritenesse anticostituzionali. Lo si considerava uno dei tre "triumviri" o del "trio immortale" di leader del Congresso, con Daniel Webster e Henry Clay.
Fu anche uno studioso di politica. Autore della South Carolina Exposition nel 1828, solo dopo la sua morte furono pubblicate le opere maggiori, ovvero la Disquisizione e il Discorso sul governo e la Costituzione degli Stati Uniti.
Nel saggio Disquisizione sul Governo del 1850 individuava negli effetti del principio maggioritario semplice una vera piaga, destinata a minare ogni società democratica. Indicava anche una soluzione, cioè il principio della "maggioranza concorrente", secondo il quale la ricerca del consenso sulle questioni cruciali deve tener conto dei grandi interessi del Paese.

## Vita privata
Nel gennaio 1811 Calhoun sposò Floride Bonneau Colhoun, figlia del ricco senatore e avvocato degli Stati Uniti John E. Colhoun, un esponente dell'alta società di Charleston. La coppia ebbe dieci figli.

## Opere
- John C. Calhoun, Disquisizione sul governo, Liberilibri, Macerata, 2011.